# Le Grand-Hornu

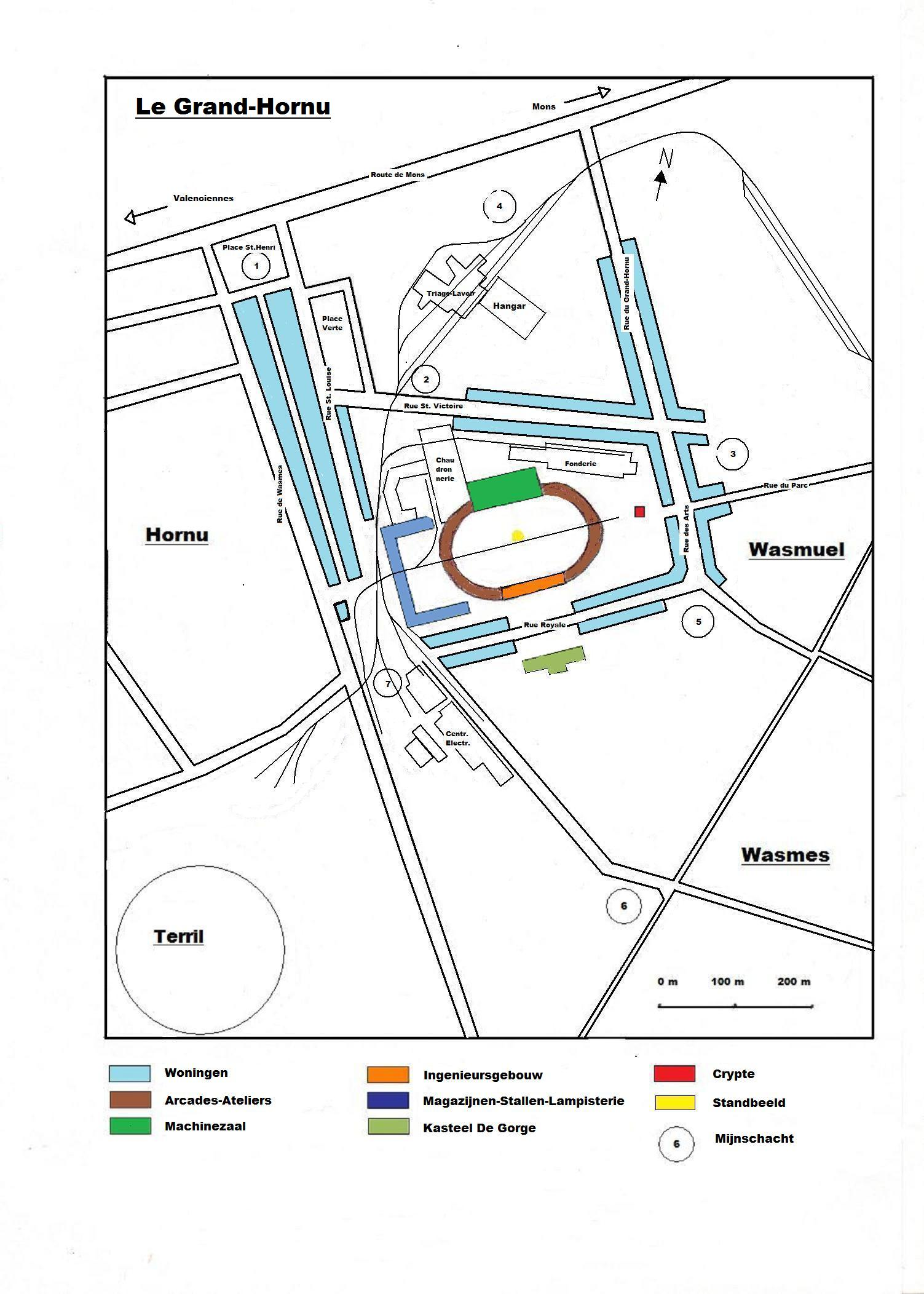
Grondplan rond 1920

Le Grand-Hornu is een historisch industrieel mijnbouwcomplex in de Borinage ten zuidwesten van Bergen in de provincie Henegouwen. Het ligt in de gemeente Boussu bij de plaats Hornu. De site is een belangrijk voorbeeld van industrieel erfgoed van de industriële revolutie en een vroeg voorbeeld van functionele stedenbouw bij het begin van de 19e eeuw. Henri De Gorge (12 februari 1774 - 22 augustus 1832) bouwde de stadswijk, de werkplaatsen, de kantoren en de eigenaarswoning "Kasteel De Gorge" tussen 1810 en 1830. De neoklassieke stijl gebruikt booggewelven, geveldriehoeken en halfronde vensters. 
In 2010 vierde men het 200-jarig jubileum en hoopte men erkenning als werelderfgoed door de UNESCO. In 2012 werd de site samen met 3 andere mijnsites als de belangrijkste mijnsites van Wallonië voorgedragen als werelderfgoed aan de UNESCO tijdens de 36e sessie van de Commissie voor het Werelderfgoed. De 4 sites kregen positief advies en zijn op de werelderfgoedlijst geplaatst.

## Geschiedenis

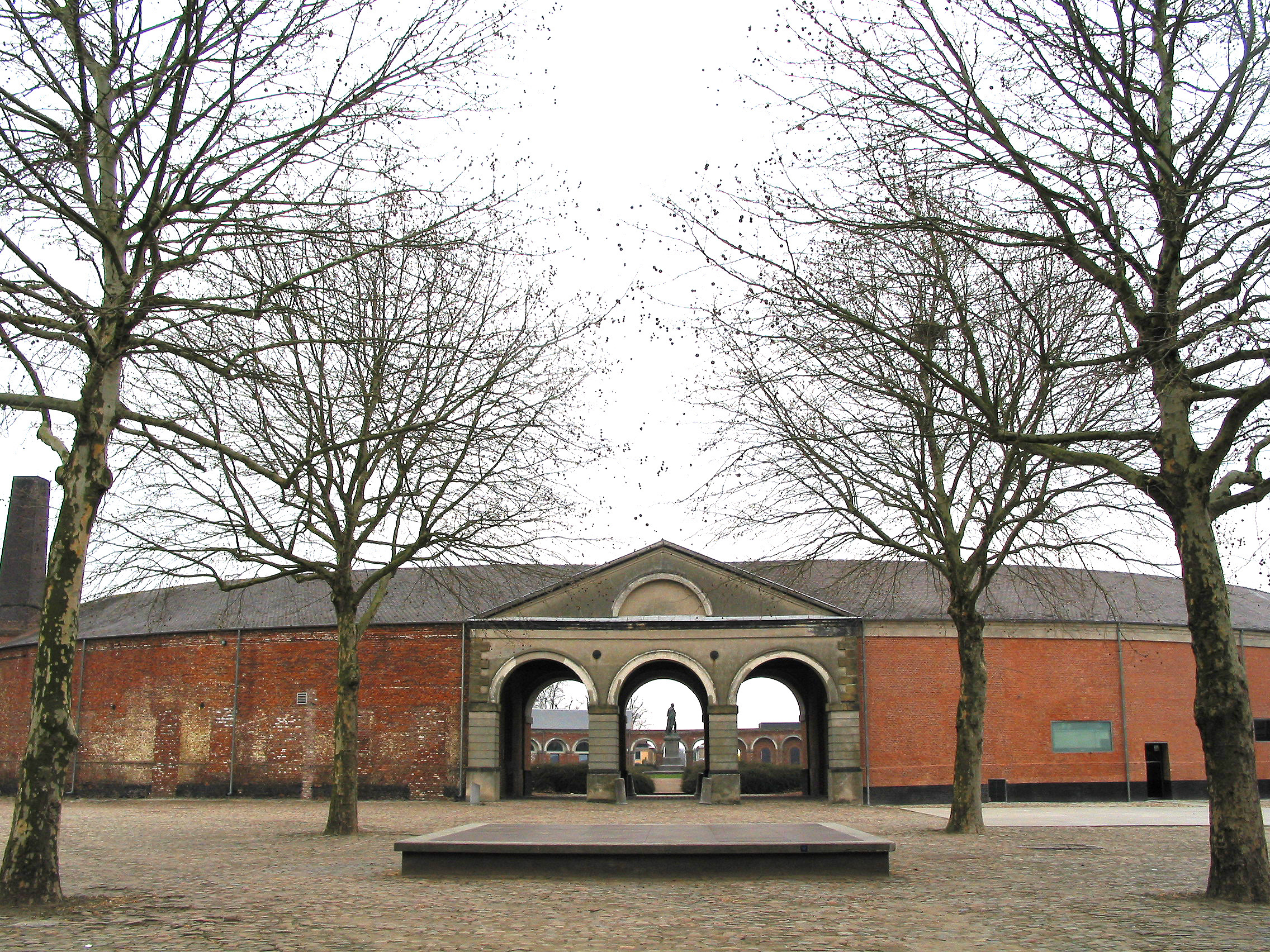
De "cour carré" met in de achtergrond de toegang tot de "cour centrale"

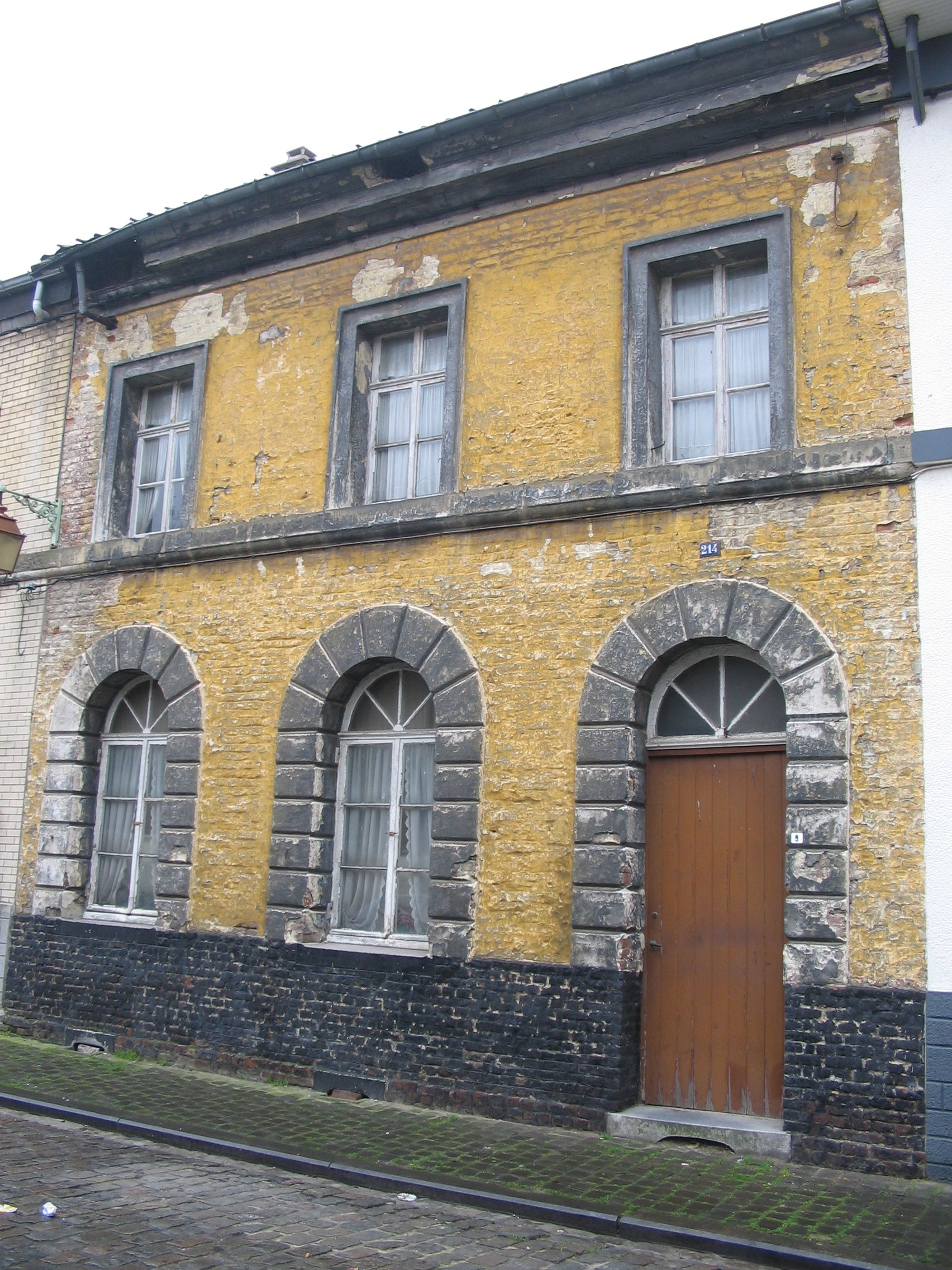
De laatste originele woning in de "cité"

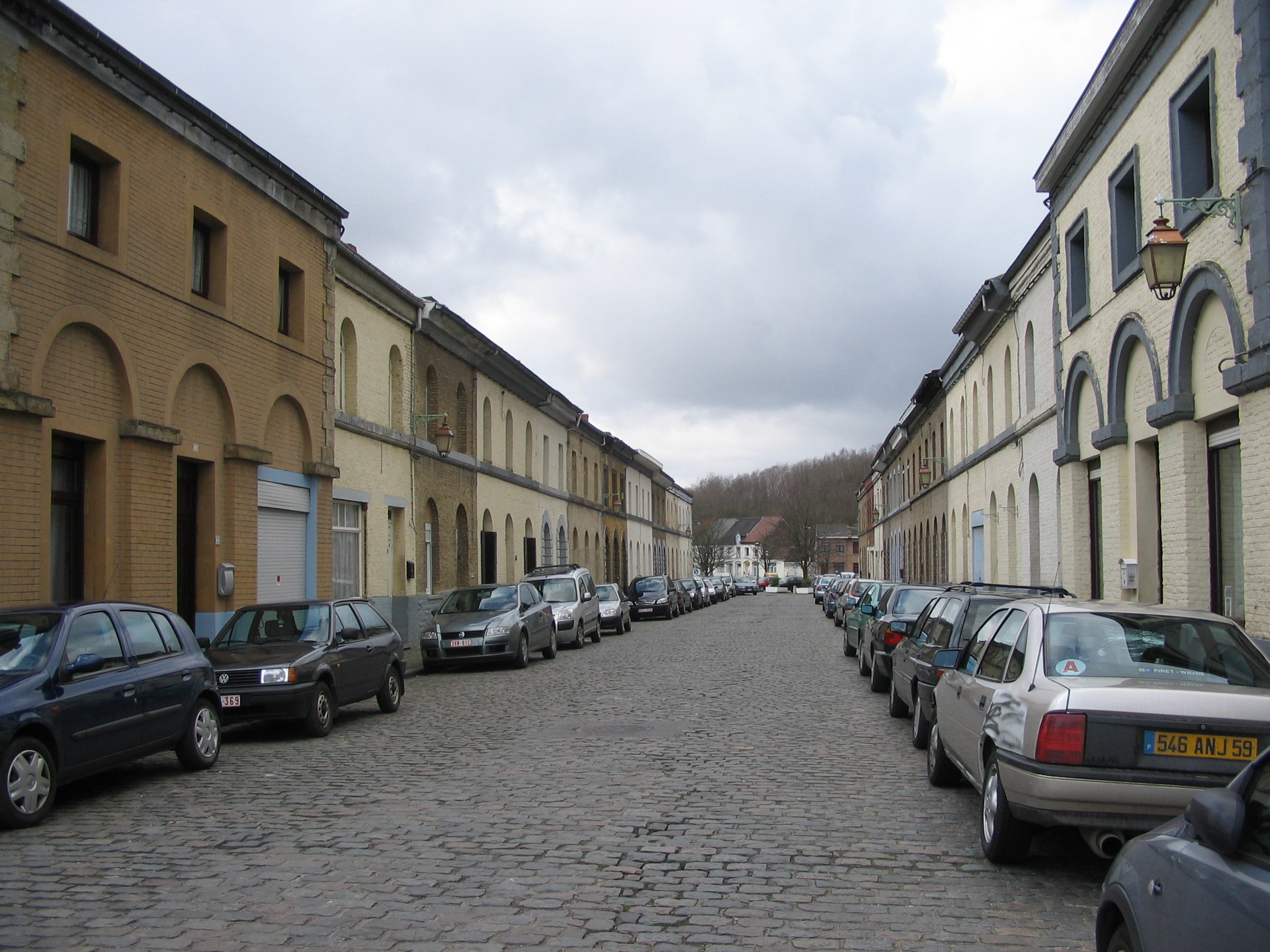
Verbouwde woningen in de "cité" van Le Grand-Hornu

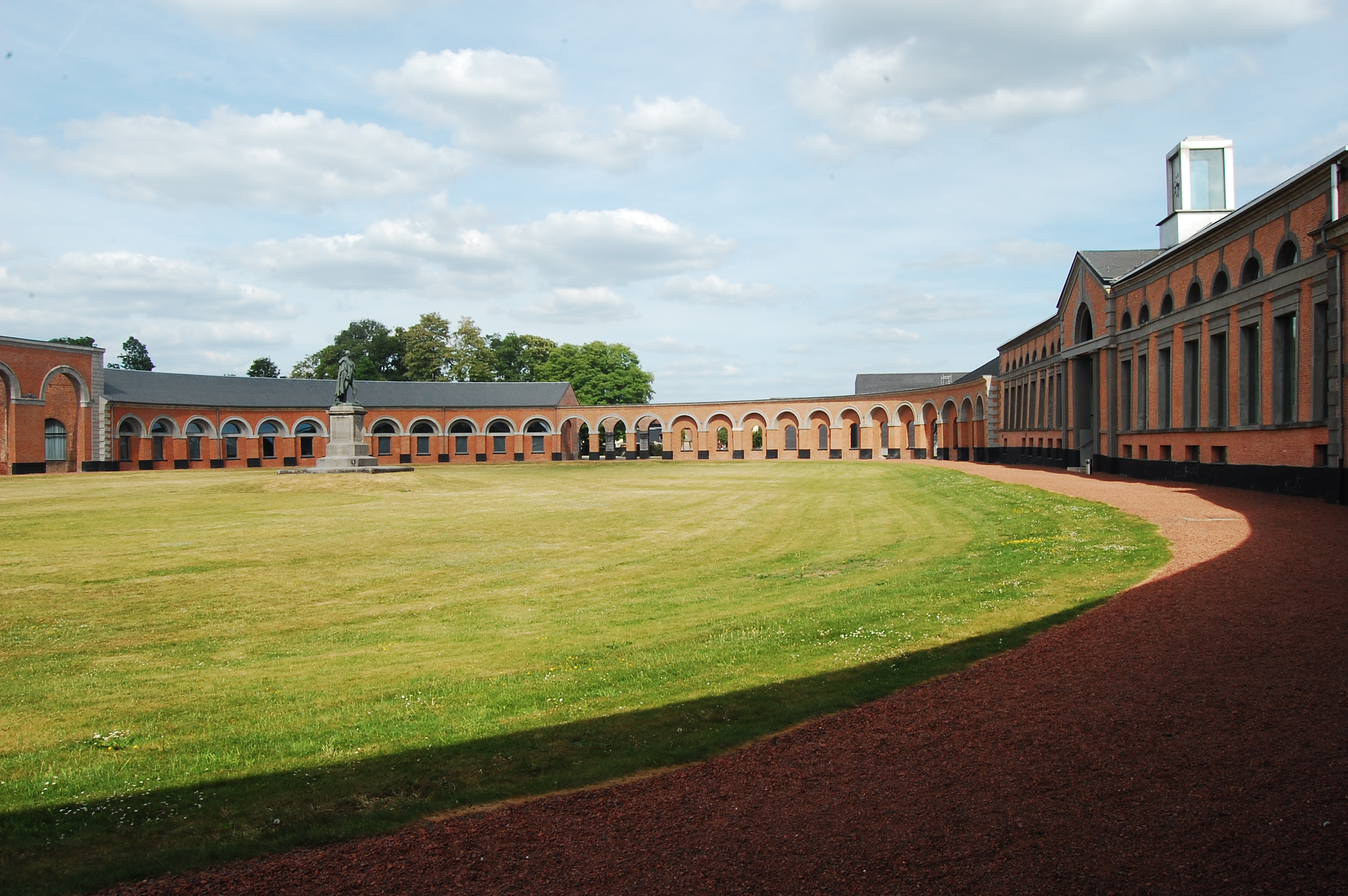
De "cour centrale"

Eind 18e eeuw verwierven Charles Godonnesche en twee vennoten de rechten om steenkool te ontginnen rond Quaregnon en Boussu. Door financiële en exploitatieproblemen verkocht de weduwe Godonnesche in 1810 de concessie aan een kolenhandelaar en filantroop uit Rijsel, Henri De Gorge. De Gorge was geboren in 1774 als Henri Degorge en liet zijn naam splitsen. Hij herstartte de productie, vergrootte de concessie en boorde extra putten, aanvankelijk zonder succes. Bij de vijfde put ("Sainte-Eugénie") vond hij winstgevende kolenlagen.

### Ligging
De ligging van de site, bij het Kanaal Bergen-Condé maakte een transport richting Parijs en Antwerpen via de Schelde mogelijk en bevorderde de verkoop.

### Arbeiders
Omdat het moeilijk was om arbeiders te vinden en te houden, bouwde De Gorge aanvankelijk een slaapzaal en in 1816 een arbeiderswijk. De uitvoering werd toevertrouwd aan de Rijselse architect François Obin. Na zijn dood in 1825 nam Bruno Renard uit Doornik de taak over. Renard genoot zijn opleiding in Parijs en raakte er vertrouwd met de Koninklijke zoutziederij van Arc-et-Senans van Claude-Nicolas Ledoux en inspireerde er zich op voor de verdere uitbouw van le Grand-Hornu.
De Gorge kreeg af te rekenen met een arbeidersopstand die zijn installaties en zijn woning plunderden. De aanleiding waren de sporen (de eerste in België, met wagens getrokken door paarden) die De Gorge tot bij het kanaal legde. De mijnwerkers voelden zich bedreigd door de mechanisatie. Ze sloegen de mijnsite kort en klein, terwijl De Gorge zich verschanste – verkleed als mijnwerker – in een duiventil boven de stallen.

### Productie
In 1831, bij de opening van de machinezaal, waren de werken voltooid. De productie bereikt in 1832 120.000 ton. In datzelfde jaar stierf De Gorge aan cholera. Met 1000 tot 1500 werknemers behoorde de mijn tot de voornaamste van de streek. Weduwe Eugénie Legrand nam de leiding over, een uitzondering. Slechts drie vrouwen konden zich toen baas van een industriële onderneming noemen. In 1843 richtten de erfgenamen de "Société civile des Usines et mines de houille du Grand-Hornu" op.

### EGKS
Aan de ontginning kwam in 1954 een eind door de politiek van de EGKS. Arbeiderswoningen werden verkocht, waarbij de huurders, veelal arbeiders van de mijn, een voorkooprecht kregen. In de hoop er munt te slaan, werd het mijncomplex leeggeroofd. De site raakte in verval en in 1969 besliste een Koninklijk Besluit over te gaan tot sloping, met protest als gevolg. Het vooruitzicht was dat een grootwarenhuis de plaats zou innemen. De plaatselijke architect Henri Guchez kocht het complex voor een symbolisch bedrag (het bedrag van de sloop) in 1971 en voorkwam zo de afbraak.

## Redding van het complex
Het scheelde geen haar of het fraaie mijncomplex had er gelegen. (...) Niemand die zich bekommerde om het architecturaal geheel dat zo mooi de geboorte laat zien van het opkomend functionalisme in de architectuur. Een architectuur waarvan stilaan alleen het economische en de bouwkunde primeren en die in een verder stadium de stille dood aankondigt van het Vitruvianisme.
— Philip Willaert

Architect Guchez renoveerde met eigen middelen een deel van het complex en richtte er kantoren in. In 1984 belastte de provincie Henegouwen de vereniging Grand-Hornu Images met het beheer en de uitbating. De vereniging legde zich toe op tentoonstellingen rond design en grafiek. 
In 1989, onder impuls van bestendig afgevaardigde Claude Durieu (later gouverneur van Henegouwen), kocht de provincie het complex en renoveerde verder. De financiële steun vanuit de Koning Boudewijnstichting (fondsen ter beschikking gesteld door de Nationale Loterij) maakte deze aankoop mogelijk. De provinciale hotelschool kwam zich in een deel van het complex vestigen, evenals de provinciale computervennootschap. 
In 2002 opende in het gerestaureerde ingenieursgebouw en in een moderne aanbouw, van architect Pierre Hebbelinck, het MAC's (Musée d'Art Contemporain). In nog andere gebouwen werden het mijnmuseum en tijdelijke tentoonstellingen georganiseerd.

## De site
Het hart van de site bestaat uit neo-klassieke mijngebouwen rond twee binnenpleinen op een rechthoekig terrein. Hier omheen liggen zes straten met arbeiderswoningen, gemeenschappelijke voorzieningen en het "kasteel" dat De Gorge voor zichzelf liet bouwen.

### Mijngebouwen
Via de centrale ingang met drie bogen komt men op het vierkante voorplein, de "cour carré". Rond dit plein waren de paardenstallen, het hooimagazijn en het lampenmagazijn. Tegenover de hoofdingang ligt de toegang tot het centrale plein, de "cour centrale", een ovaal gedomineerd door het machineatelier links en het "ingenieursgebouw" rechts, met elkaar verbonden door ateliers die de vorm van het ovale plein volgen. In het machineatelier stond de stoommachine die de drijfkracht leverde voor de werktuigen. In tegenstelling tot de rest van de gebouwen werd het atelier niet gerestaureerd. Enkel buitenmuren en zuilen bleven overeind.

### Standbeeld en crypte
Midden op het binnenplein plaatst de familie in 1855 een gietijzeren standbeeld van Henri De Gorge. Het beeld van Egide Mélot zou na de sluiting blijven staan. Weer en wind maakten een restauratie noodzakelijk. Bij de opening van het MAC's werd het terug op zijn sokkel geplaatst. Achter het centrale plein bouwden nakomelingen een crypte als grafkelder voor de familie. Deze werd om wettelijke redenen laat (in 1927) gebruikt. Toen werden de stoffelijke resten van De Gorge en een twintigtal familieleden overgebracht naar de plaatselijke begraafplaats, samen met het kruisbeeld van Bouchardon.

### Arbeiderswijk
De woonwijk met 425 bakstenen huizen bestaat uit zes rechtlijnige geplaveide straten, waarvan vier de omtrek van de mijngebouwen volgen. De bouw begon in 1822. Elke woning bezat een bakoven, een waterput en een tuin. Alle woningen waren identiek, op de (hoek)woningen van de meesterknechten (in het Waals de porions) na. Alle huizen waren in dezelfde gele kleur geschilderd met onderaan een zwarte band. Zo vertoonde de wijk een uniform karakter dat geleidelijk verloren ging na de sluiting. Vandaag heeft één woning het originele kleurschema en karakter. De andere zijn verbouwd met nieuwe ramen, deuren en garagepoorten.
De huur, ingehouden op het loon, bedroeg per week één dagsalaris. De wijk omvatte gemeenschapsvoorzieningen zoals een jongens- en een meisjesschool die verplicht waren voor kinderen tot 12 jaar, een vrijwel gratis hospitaal (afgebroken), een feestzaal en een park met een muziekkiosk. In 1829 telde de buurt 2.500 inwoners.

### Kasteel De Gorge
Het kasteel tegenover het ingenieursgebouw was afgewerkt in 1832 na De Gorge overlijden. Het werd nooit permanent bewoond maar gebruikt voor officiële ontvangsten zoals deze van koning Leopold I in 1832 en 1854. Het raakte in verval en sinds de restauratie wordt het gebruikt als cultureel centrum en voor seminaries.

### Mijnschachten
Tussen 1778 en 1843 werden twaalf schachten geboord rond de wijk. Ze kregen namen van heiligen geïnspireerd op vrouwelijke familieleden van de uitbaters. De diepste schacht ging tot 998 meter. Vandaag blijven enkel de terrils van schachten 9 en 12 over.

## Galerij

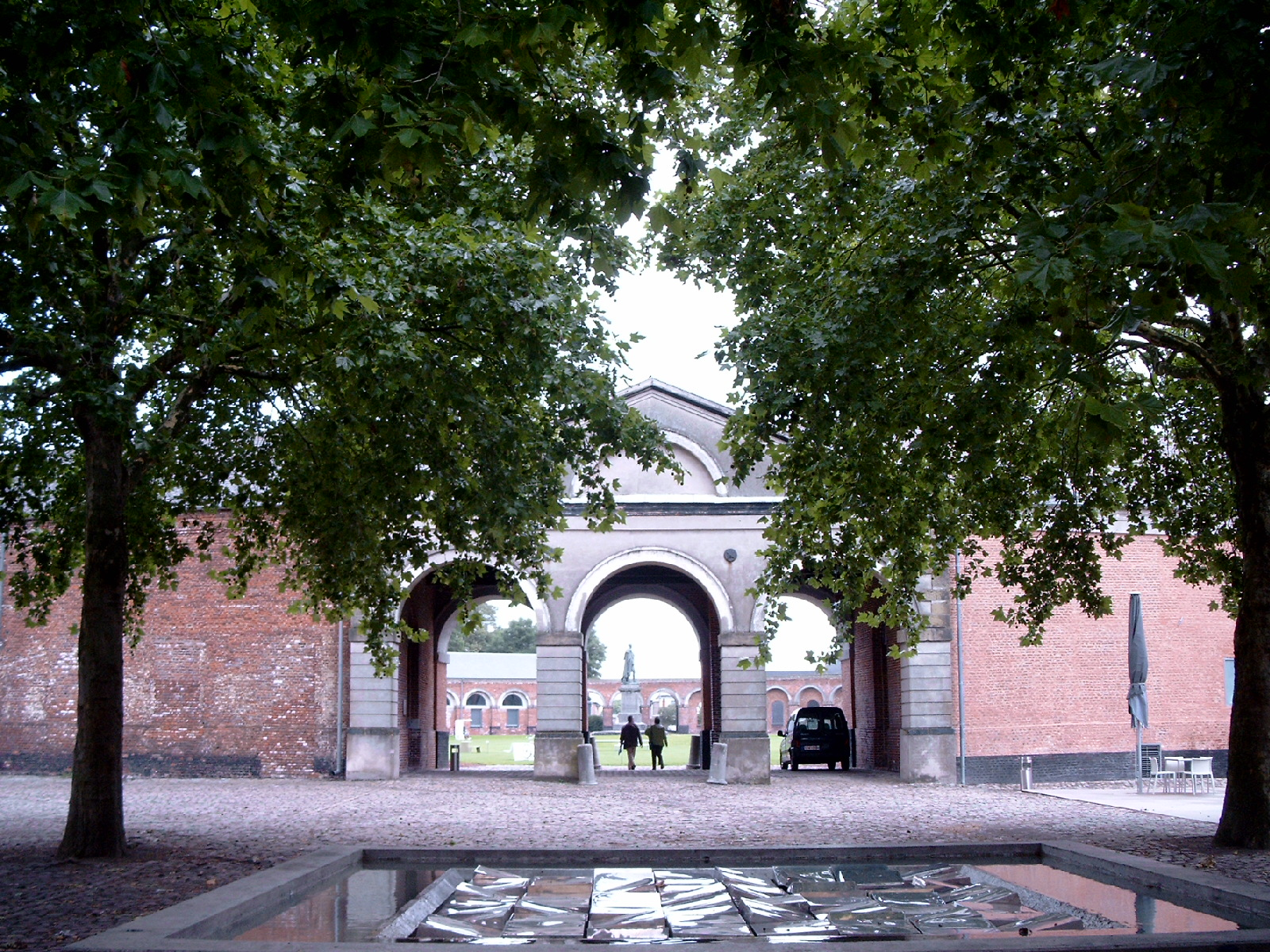
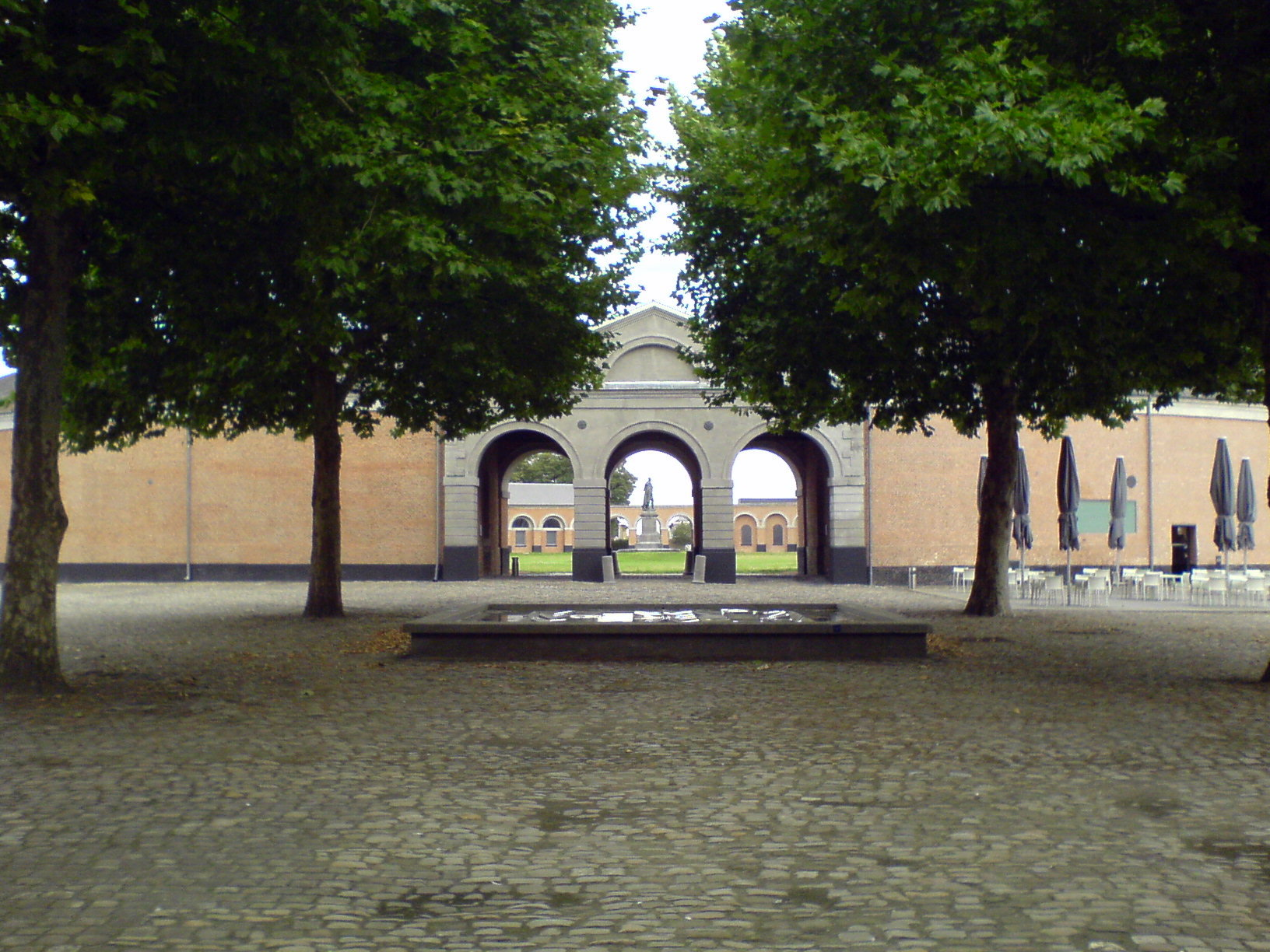
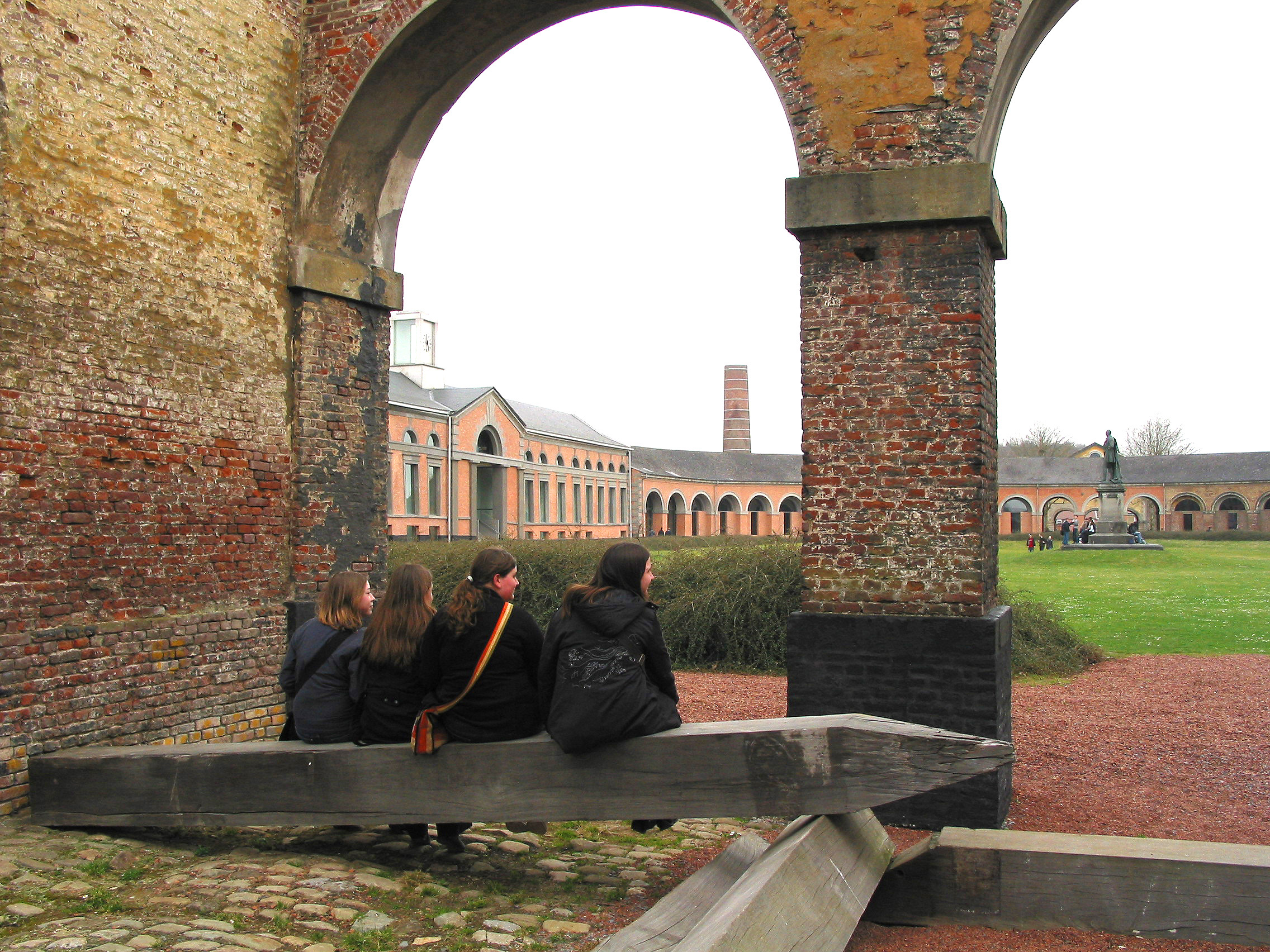
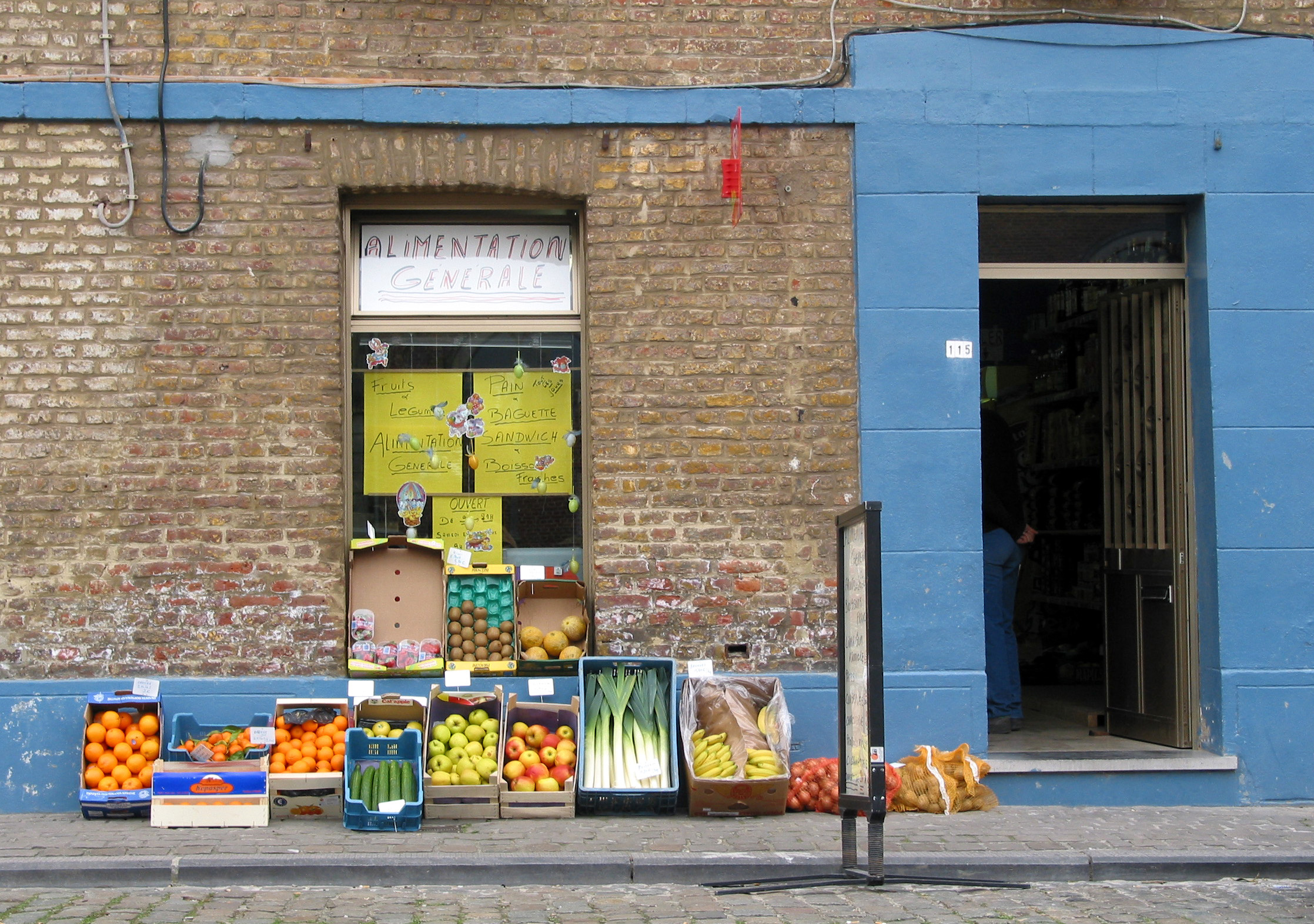
De kleinste winkel
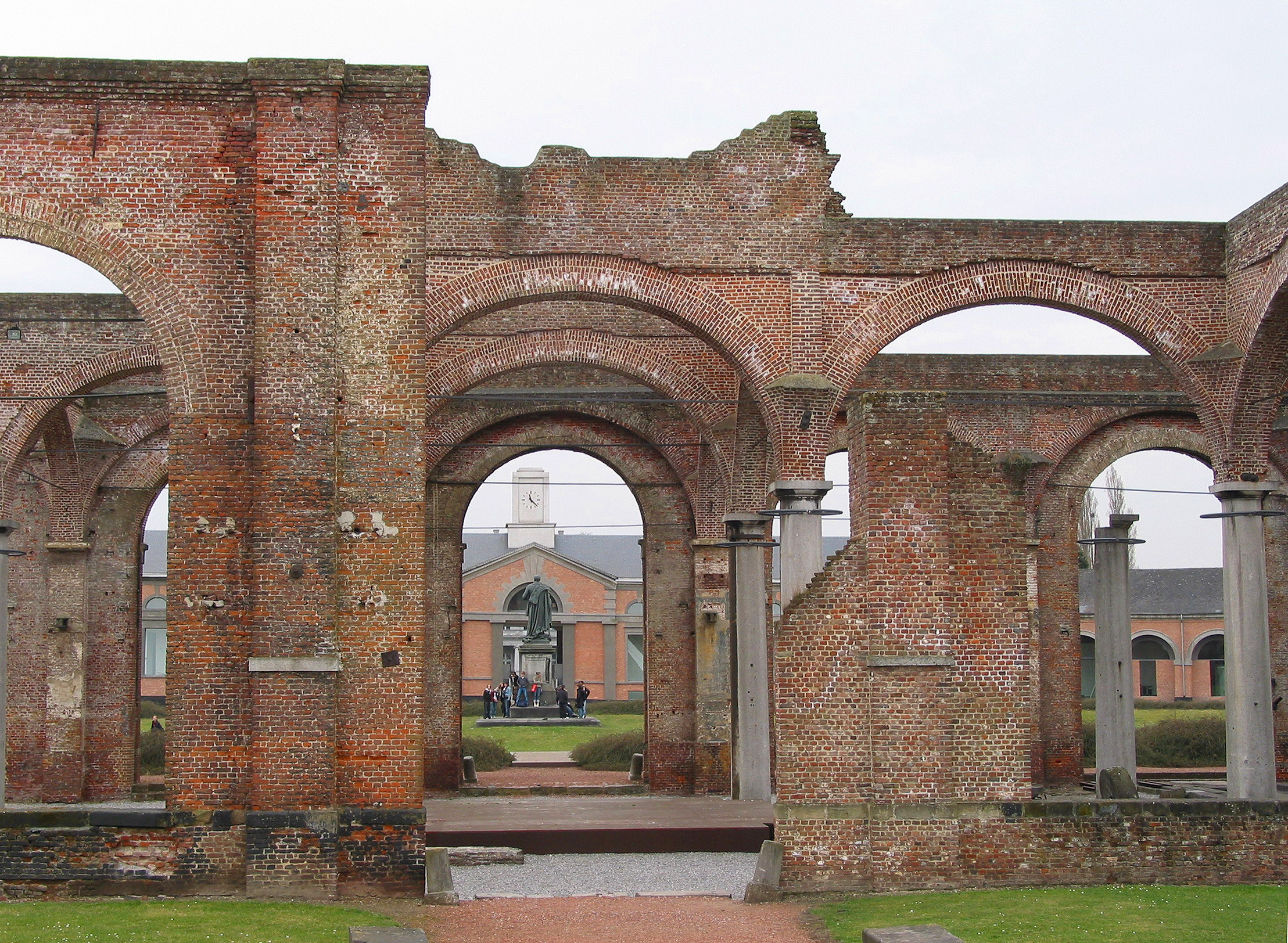
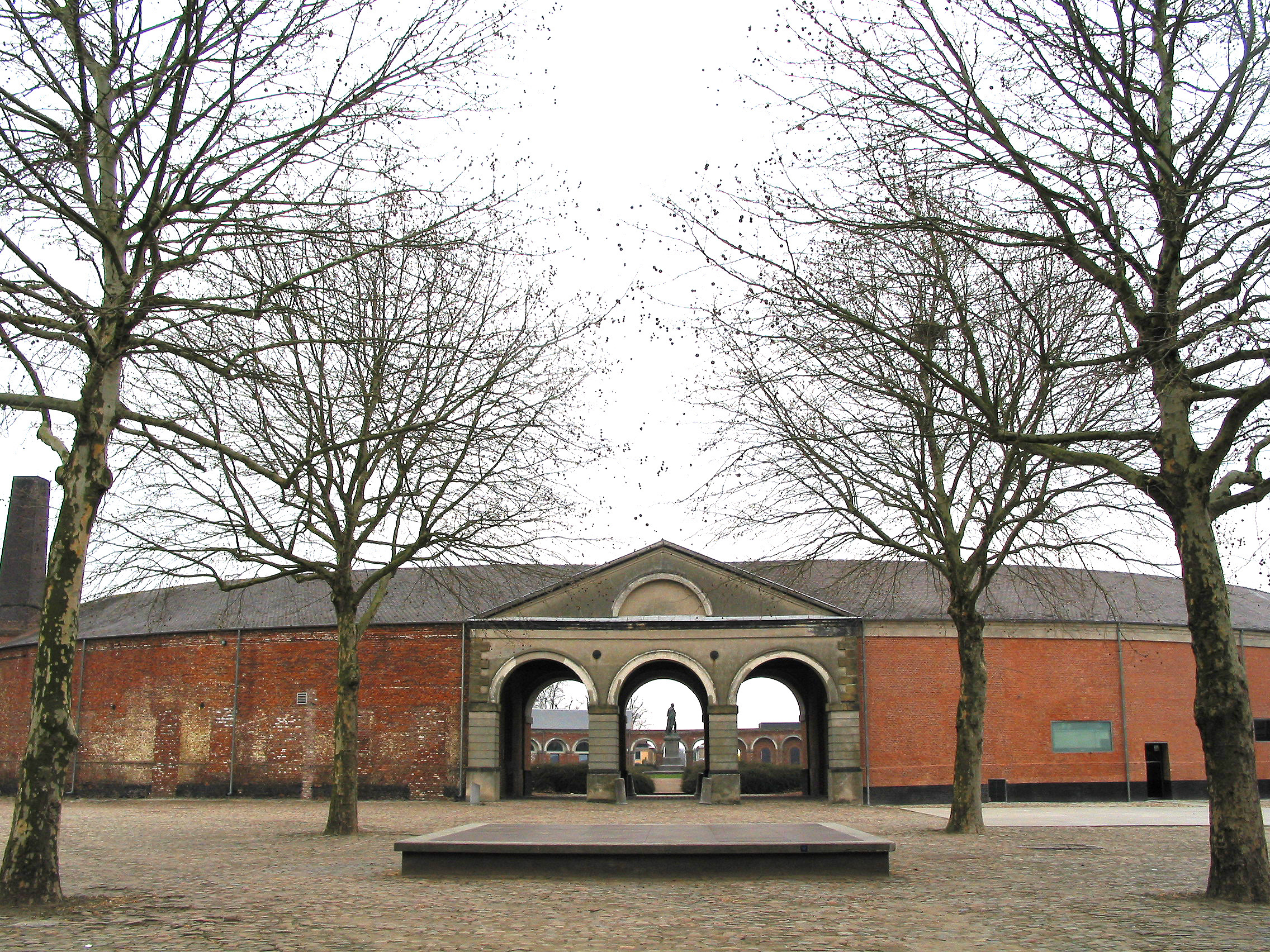
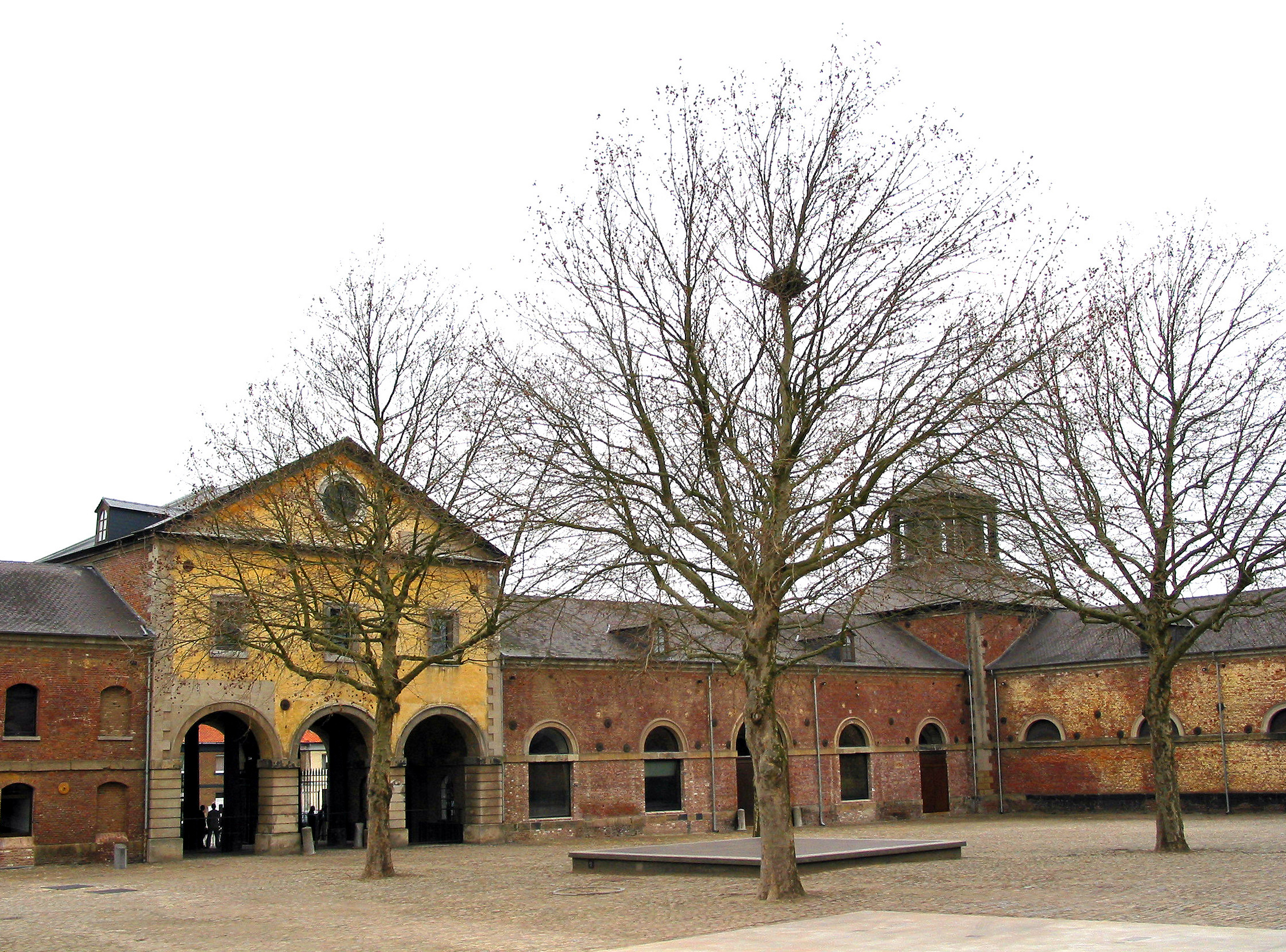
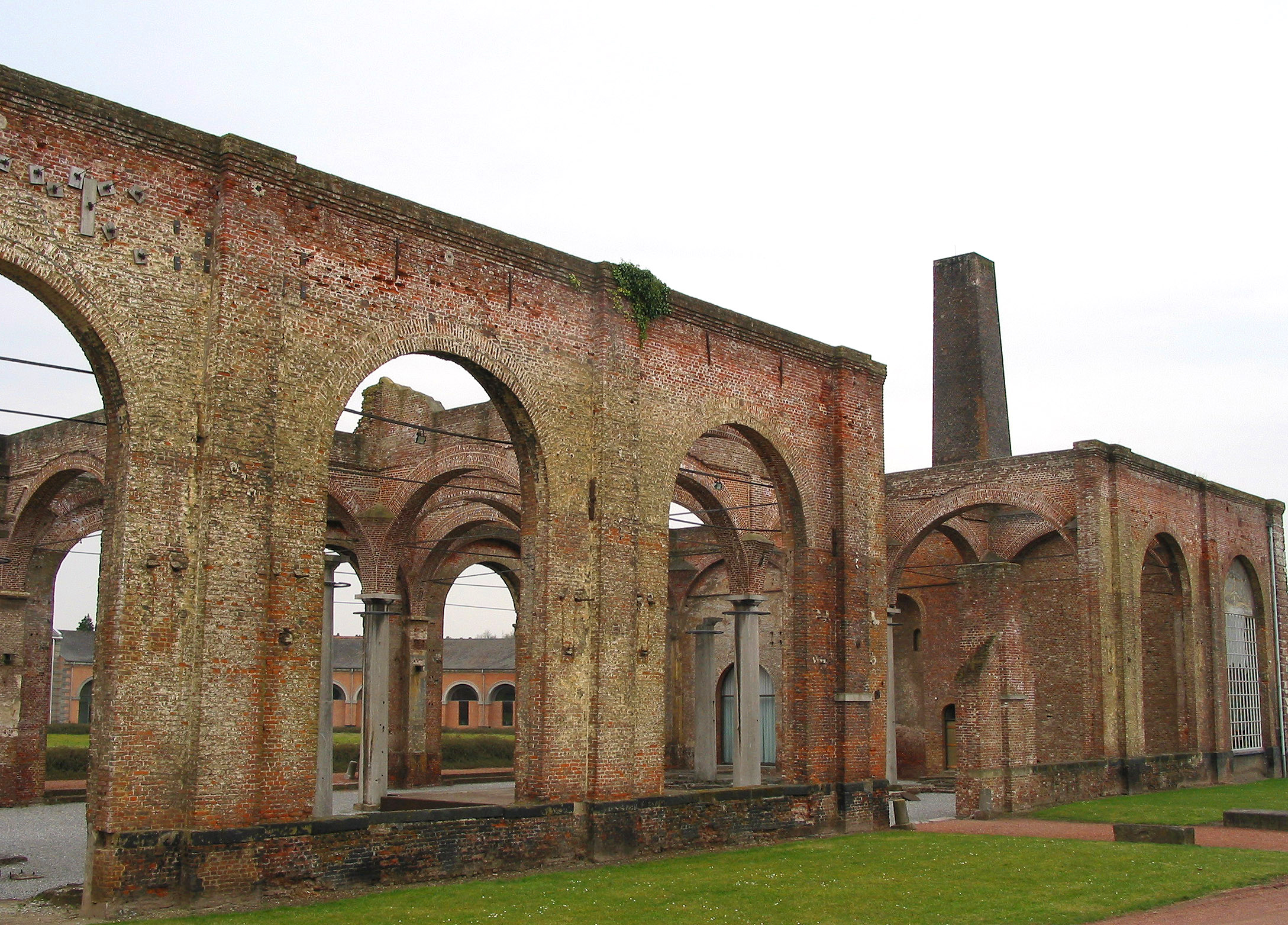
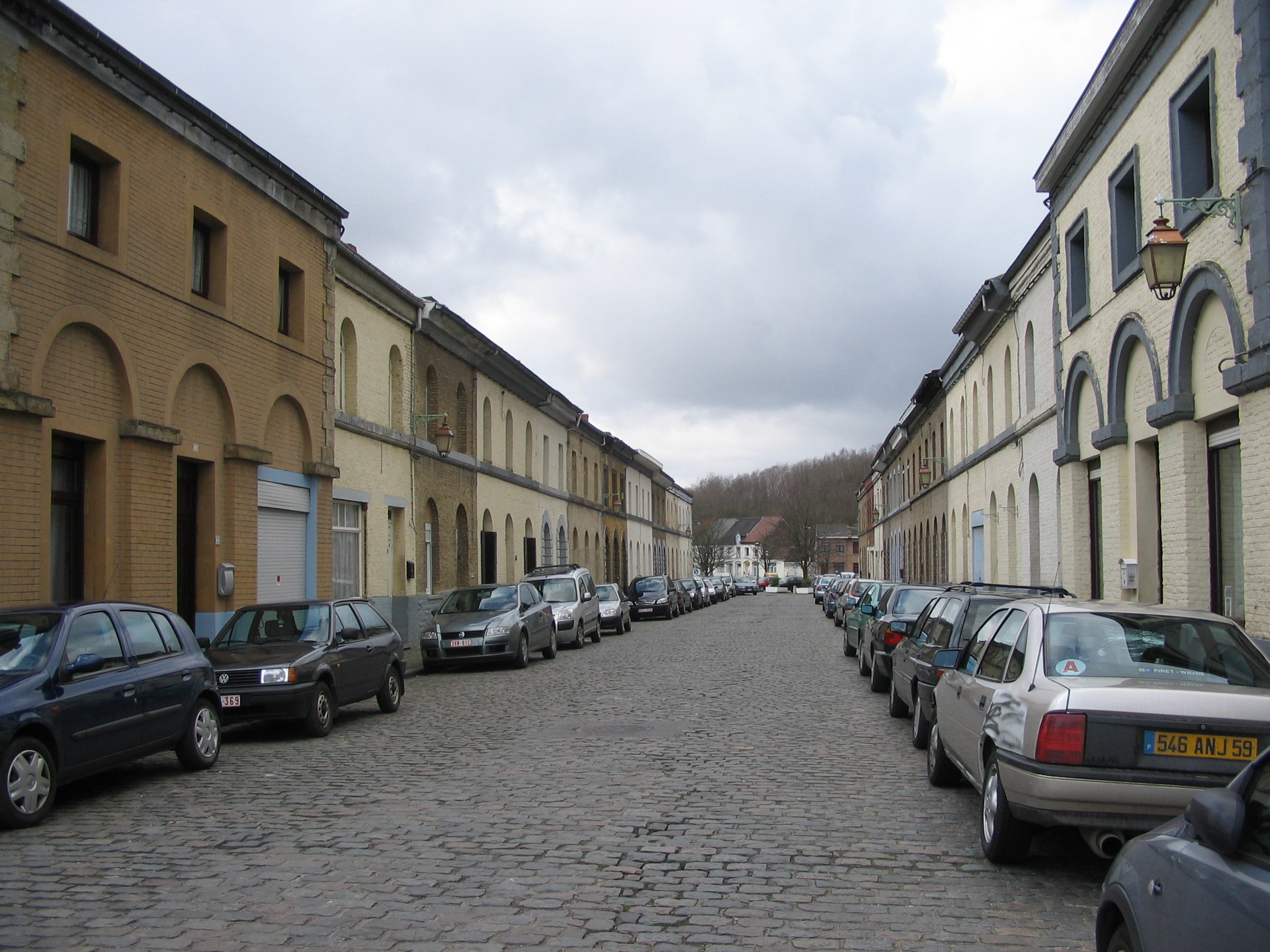
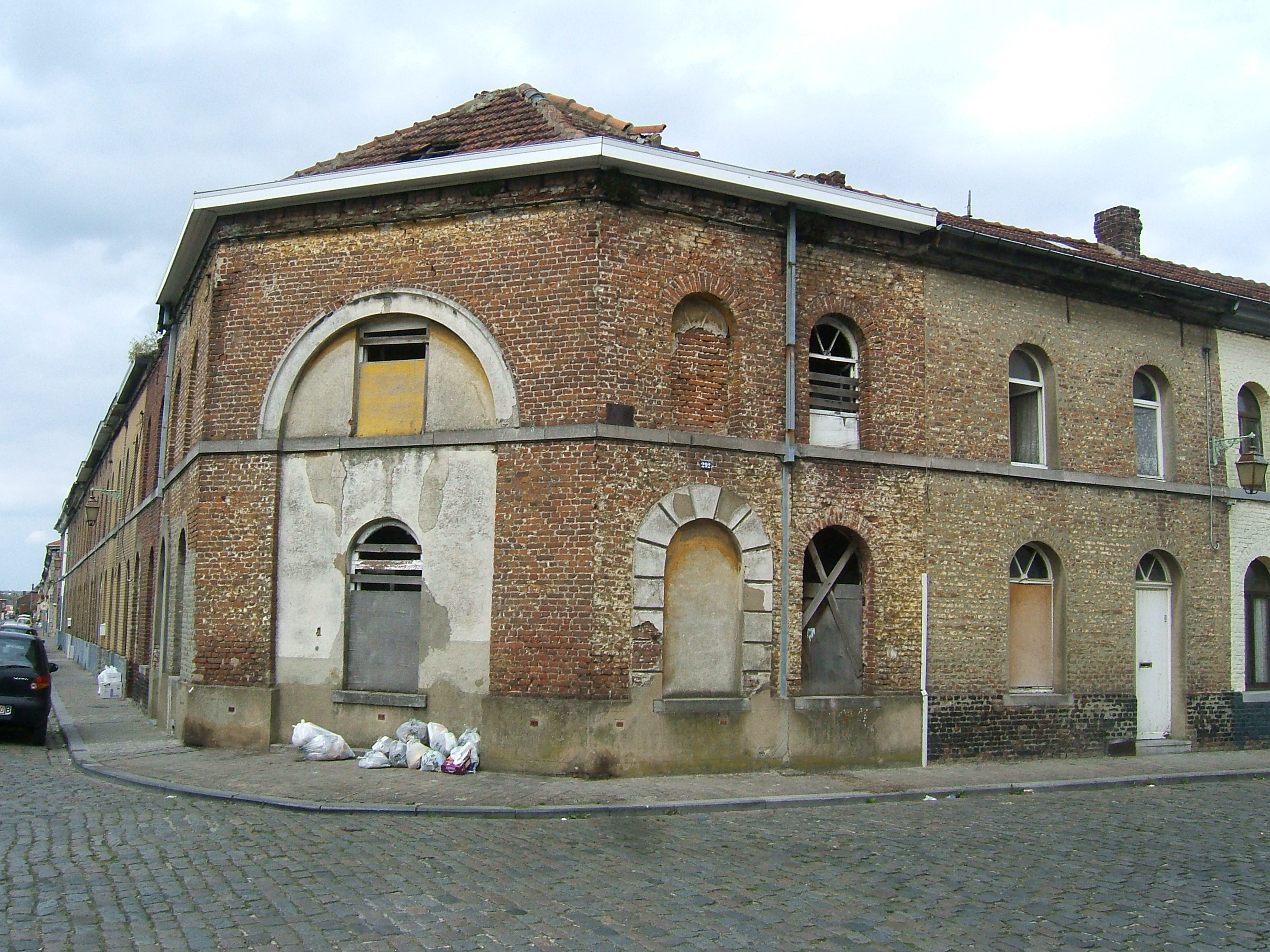
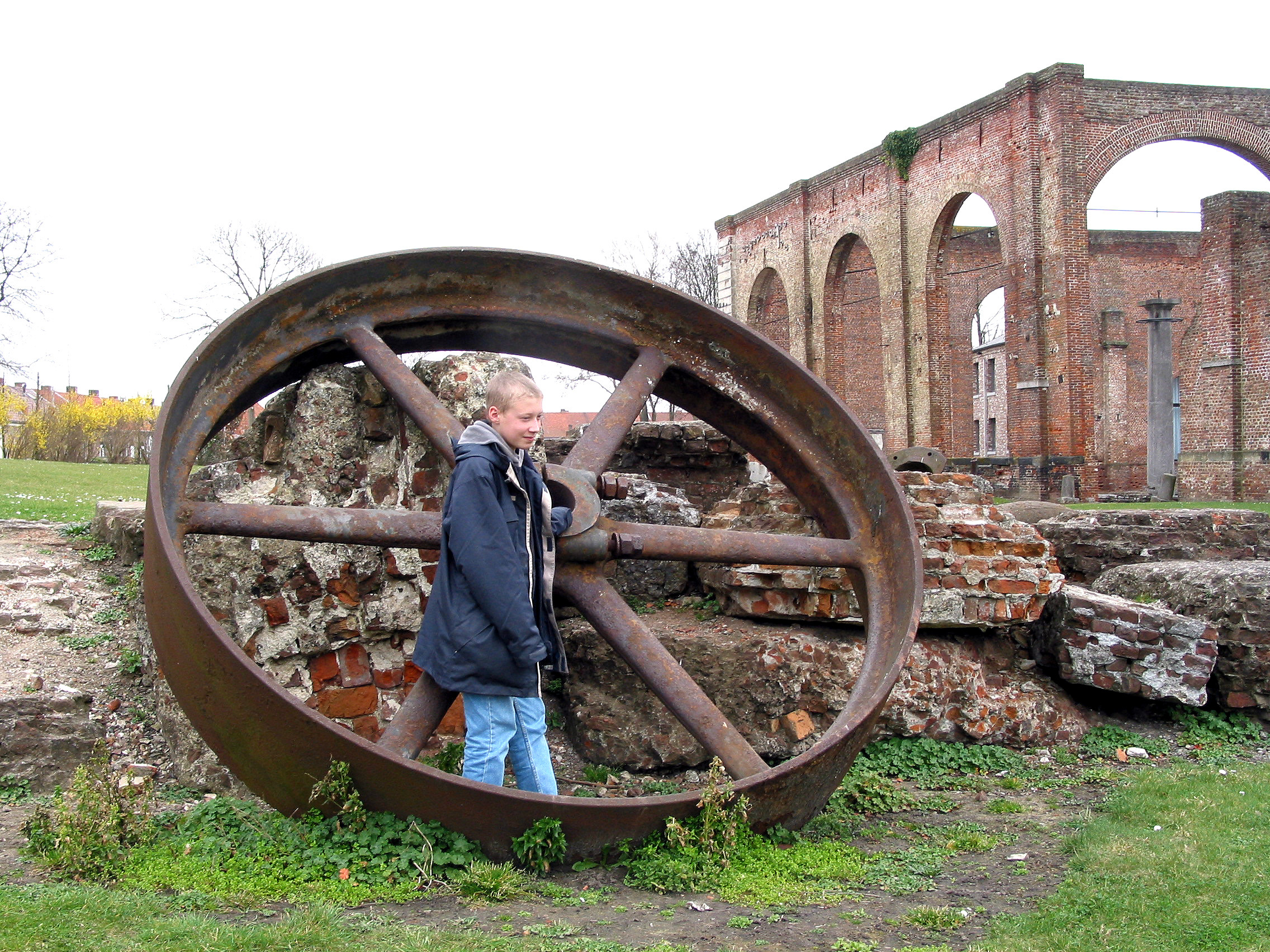
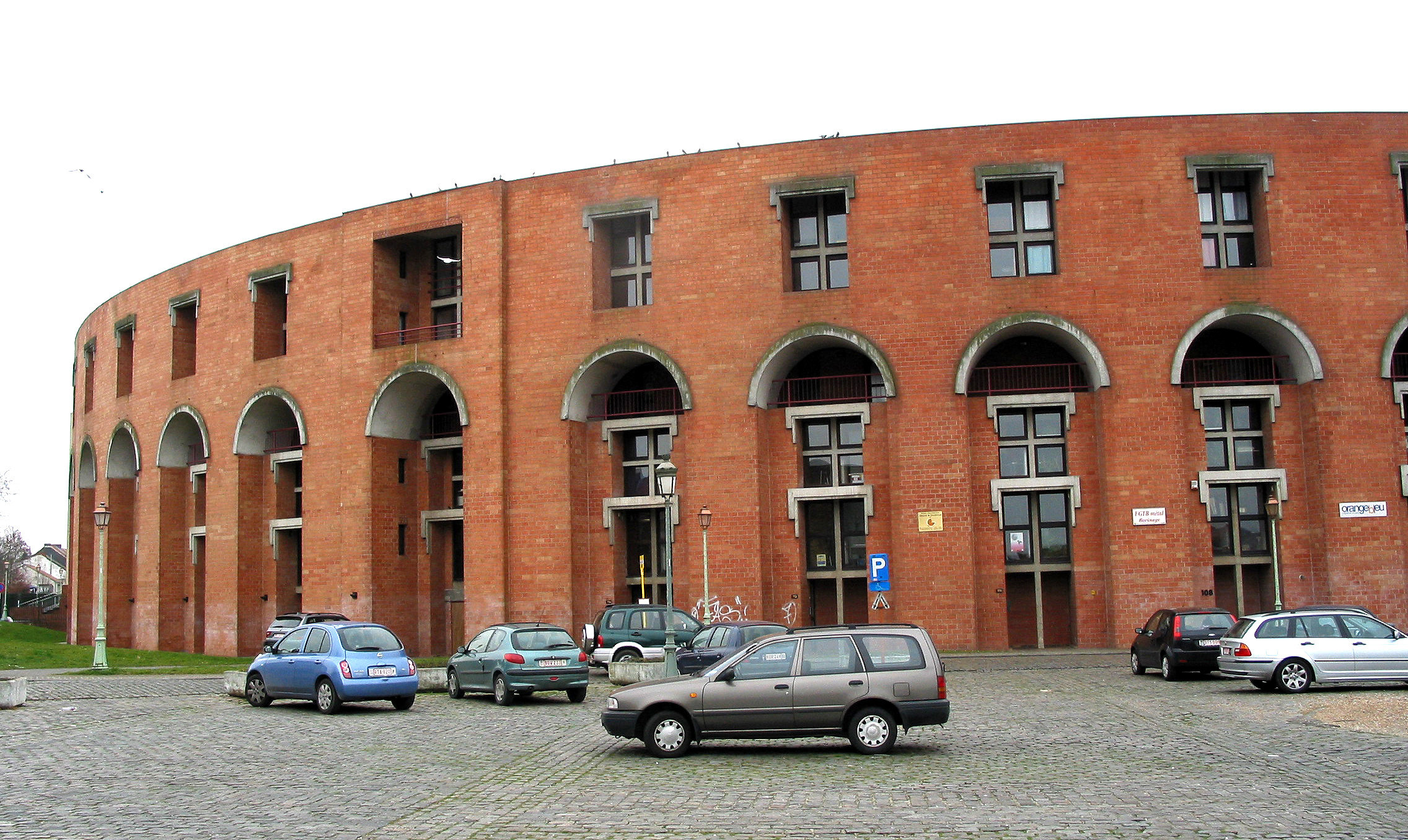

## Trivia
- In Wasmes op amper anderhalve kilometer van Le Grand-Hornu huurde Vincent van Gogh in 1879 als lekenprediker een kamer in een pension boven een bakkerswinkel.
- Jacques! ça va? is een muziektheater van Tejater Kasterlee geïnspireerd op het verhaal van Henri de Gorge.

## Verwijzingen